# Fushan Shuiku (reservoar i Kina, Anhui)
Fushan Shuiku (kinesiska: 釜山水库) är en reservoar i Kina. Den ligger i provinsen Anhui, i den östra delen av landet, omkring 160 kilometer nordost om provinshuvudstaden Hefei. Fushan Shuiku ligger 25 meter över havet. Arean är 12,8 kvadratkilometer. Trakten runt Fushan Shuiku består till största delen av jordbruksmark. Den sträcker sig 3,6 kilometer i nord-sydlig riktning, och 8,4 kilometer i öst-västlig riktning.
Genomsnittlig årsnederbörd är 1 199 millimeter. Den regnigaste månaden är juli, med i genomsnitt 271 mm nederbörd, och den torraste är december, med 26 mm nederbörd.